# Congresso d'Estonia
Il Congresso dell'Estonia fu un inedito parlamento popolare stabilito in Estonia come parte del processo di ripristino dell'indipendenza dall'Unione Sovietica. Esso sfidò inoltre il potere e l'autorità del preesistente parlamento nel paese, ovvero il Soviet Supremo della RSS Estone, istituito in Estonia dopo l'annessione del 1940. Il Congresso dell'Estonia professò di rappresentare la massima autorità in materia di statualità e cittadinanza estone, derivante dal consenso e dall'iniziativa dei cittadini dello Stato baltico più settentrionale. Lo scopo dell'organo fu quello di ripristinare l'indipendenza dell'Estonia seguendo la teoria della continuità legale, ossia l'idea secondo la quale la Repubblica dell'Estonia precedente al 1940 nata nel 1918 non fosse mai stata soppressa de iure né de facto.

## Attività
Nel 1989, gli attivisti per l'indipendenza formarono un movimento popolare chiamato Comitato dei cittadini estoni (in estone: Eesti Kodanike Komiteed) e iniziarono a redigere un elenco di persone di cittadinanza estone per nascita secondo il principio dello ius sanguinis, cioè uomini e donne che risultavano di nazionalità estone nel giugno 1940: fu in quel mese che gli apparati statali dell'Estonia de facto cessarono di esistere e andarono incontro allo smantellamento o ad una sostanziale riorganizzazione. Le persone che non soddisfacevano questi criteri vennero invitate a presentare domanda di cittadinanza: nel febbraio 1990 risultavano 790.000 nomi e circa 60.000 richiedenti.
Nel febbraio 1990, l'elezione di un corpo di rappresentanti di coloro che erano stati registrati - il cosiddetto Congresso dell'Estonia - si occupò di verificare nuovamente i dati raccolti. L'organo contava 499 delegati provenienti da 31 soggetti politici. Il Partito dell'Indipendenza Nazionale (Eesti Rahvusliku Sõltumatuse Partei, in acronimo ERSP) ottenne il maggior numero di seggi, ma figuravano anche formazioni quali il Fronte Popolare, la Società del Patrimonio e il Partito Comunista dell'Estonia (PCE). Ravvisatasi la necessità che prendesse vita per un migliore coordinamento, nacque il comitato permanente del Congresso dell'Estonia (Eesti Komitee), presieduto da Tunne Kelam.
Nel settembre 1991, si formò un'assemblea costituente composta da un numero uguale di membri al Soviet Supremo e al Congresso dell'Estonia per redigere un nuovo testo costituzionale: fu proprio il lavoro ultimato da tali giuristi quello adoperato per la costituzione che vige ancora oggi dal referendum proposto nel giugno 1992. In assonanza con il principio di continuità legale, in essa si afferma specificamente che si tratta di una revisione della versione del 1938. Sia il Congresso dell'Estonia che il Soviet Supremo si sciolsero nell'ottobre 1992, mese in cui avvenne il giuramento del primo parlamento (Riigikogu) eletto con la nuova costituzione nel settembre 1992.

## Politiche
Marzo 1990 fu la prima occasione in cui si tennero le prime elezioni nazionali multipartitiche nella RSS Estone. A differenza del Soviet precedente, che consisteva in gran parte di membri del PCE, il nuovo Consiglio Supremo, come aveva cominciato a chiamarsi ora, vedeva un gran numero di esponenti del Fronte Popolare.
Le divergenze tra il Congresso dell'Estonia e il Soviet Supremo erano varie. Tra esse possono annoverarsi il giudizio sulla RSS Estone (nato a seguito di un'occupazione per il CE, sorto legittimamente per volontà popolare secondo i filo-sovietici), le politiche in campo sociale (il CE era favorevole a un'apertura delle frontiere verso Occidente, mentre il Soviet intendeva procedere nel regime di russificazione avviato nei decenni precedenti) e economico (libero mercato contrapposto a politiche quali la collettivizzazione e lo statalismo): le tensioni si erano frattanto acuite anche in Lettonia e in Lituania dalla fine degli anni Ottanta in opposizione a Mosca, ragion per cui è possibile assimilare le politiche proposte dal Congresso a quelle del Fronte Popolare Lettone e di Sąjūdis.

## Cittadinanza
Dopo l'adozione della nuova costituzione nel 1992, una nuova legge sulla cittadinanza riconobbe la validità delle registrazioni compiute qualche anno prima per iniziare a stilare un elenco dei plausibili abitanti estoni. I cittadini dell'URSS che avevano presentato istanze ai Comitati addetti alla conta potevano essere naturalizzati in base a una procedura semplificata e fu garantito lo stesso diritto a chi viveva all'estero. Nel 1996, un totale di 23.326 persone, oltre il 38% di coloro che presentarono una domanda di domanda al Comitato per la cittadinanza, risultarono naturalizzate proprio secondo la modalità appena esposta. Altri dovettero invece superare esami relativi alla conoscenza della lingua estone, della storia estone e alla Costituzione della Repubblica di Estonia.

### Sviluppi successivi
Le politiche di naturalizzazione sono state variamente rivisitate specie con riferimento a cui proveniva dalla Federazione Russa, lo Stato successore dell'URSS. A partire da maggio 2007, chi richiede la naturalizzazione non ha più bisogno di superare un esame di storia estone, ma deve dimostrare di aver risieduto legalmente sul suolo estone in maniera continuativa (almeno otto anni, di cui gli ultimi cinque devono essere "continui": si definiscono tali gli anni in cui si è stati in Estonia per almeno 183 giorni nel corso di un anno) e un reddito legale stabile.

### Esponenti di spicco del CE
- Jüri Estam
- Kaido Kama
- Tunne Kelam
- Alfred Käärmann
- Lennart Meri
- Linnart Mäll
- Ahti Mänd
- Mart-Olav Niklus
- Kalev Ots
- Ilmar Palias
- Lagle Parek
- Hain Rebas
- Vardo Rumessen
- Ain Saar
- Edgar Savisaar
- Enn Tarto
- Indrek Teder
- Jüri Toomepuu
- Trivimi Velliste